# Laduškin
Laduškin (rusky Ладушкин; německy Ludwigsort; litevsky Liudvigsortas; polsky Ludwinów) je město v Kaliningradské oblasti náležící Rusku. Leží 28 km jihozápadně od místního centra, Kaliningradu, kousek od pobřeží Viselského zálivu. V roce 2021 žily ve městě necelé 4 tisíce obyvatel převážně ruské národnosti.

## Historie města
Oblast byla osídlena už v pravěku, o čemž svědčí prehistorická pohřebiště nalezená nedaleko města. Samotná obec byla založena Řádem německých rytířů v roce 1314 a v roce 1593 zde byla postavena papírna. Tu v roce 1597 daroval
Jiří Fridrich Braniborsko-Ansbašský, regent nemocného Albrechta Fridricha, vlastníkovi tiskárny z Königsbergu Georgu Osterbergerovi. Do roku 1709 často měnila majitele až ji nakonec koupil kníže Fridrich Ludvík Šlesvicko-Holštýnsko-Sonderbursko-Becký a nechal ji pojmenovat po sobě Ludwigsort (česky Ludvíkovo místo či Ludvíkov). V roce 1780 byla zchátralá papírna definitivně zavřena a okolní budovy přešly pod správu panství v Charlottenthal (dnes Dubki), kde byla lovecká a rekreační rezidence šlesvického knížete. V polovině 19. století byl v Ludwigsortu vybudován klasicistní zámeček. V 1885 měla obec pouze 175 obyvatel a zemědělský charakter. Na konci 19. století se ale Ludwigsort stal vyhledávaným výletním letoviskem pro obyvatele nedalekého Königsbergu, a tak byla roku 1894 do vesničky dovedena železnice. Před druhou světovou válkou byl postaven kostel, fungovala škola, pošta a počet obyvatel stoupl na cca 1 200. Za války byla ve vsi továrna na střelivo a pro místní dělníky byly postaveny dvojdomky.
Rudá armáda vstoupila do vesnice bez boje 13. března 1945. Po válce bylo veškeré německé obyvatelstvo o odsunuto a nahrazeno dosídlenci z centrálního Ruska. Ludwigsort získal městská práva v roce 1946 a byl přejmenován na Laduškin na počet poručíka Ivana Laduškina, Hrdiny Sovětského svazu, který padl v březnu 1945 nedaleko města. Počet obyvatel začal rychle stoupat a brzy přesáhl předválečný stav. Nedaleká rybářská vesnice Patersort (dnes Beregovoje) byla přičleněna k městu, a tak Laduškin získal přístup k moři. Od roku 1946 do roku 1962 bylo město sídlem přilehlého okresu. Po reorganizaci státní správy byly ale úřady přesunuty do Bagrationovsku. Status okresního města se Laduškinu navrátil v roce 2004.
Ze zajímavých míst stojí za zmínku velký památník obětem druhé světové války, socha poručíka Laduškina a dřevěný pravoslavný kostel postavený v 90. letech. Ve městě je vzrostlý nejméně šestisetletý dub (obvod 6,8 m, vysoký 29 m, koruna 32 m), který se dostal i do znaku města. Nedaleko města se nachází zřícenina řádového hradu Balga.

## Obyvatelstvo

### Vývoj obyvatelstva v průběhu doby
| Rok       | 1816 | 1864 | 1885 | 1933 | 1939  | 1959  | 1970  | 1979  | 1989  | 2002  | 2010  | 2021  |
| Obyvatelé | 20   | 151  | 175  | 762  | 1 253 | 1 651 | 2 285 | 2 871 | 3 108 | 3 796 | 3 787 | 3 820 |

### Etnické složení obyvatelstva
Při sčítání lidu v roce 2010 bylo etnické složení v městě následující:
| - 91,2 % Rusové - 3,0 % Ukrajinci - 2,5 % Bělorusové - 0,9 % Němci |  | - 0,6 % Litevci - 0,3 % Tataři - 0,2 % Poláci - 1,3 % ostatní |

## Galerie

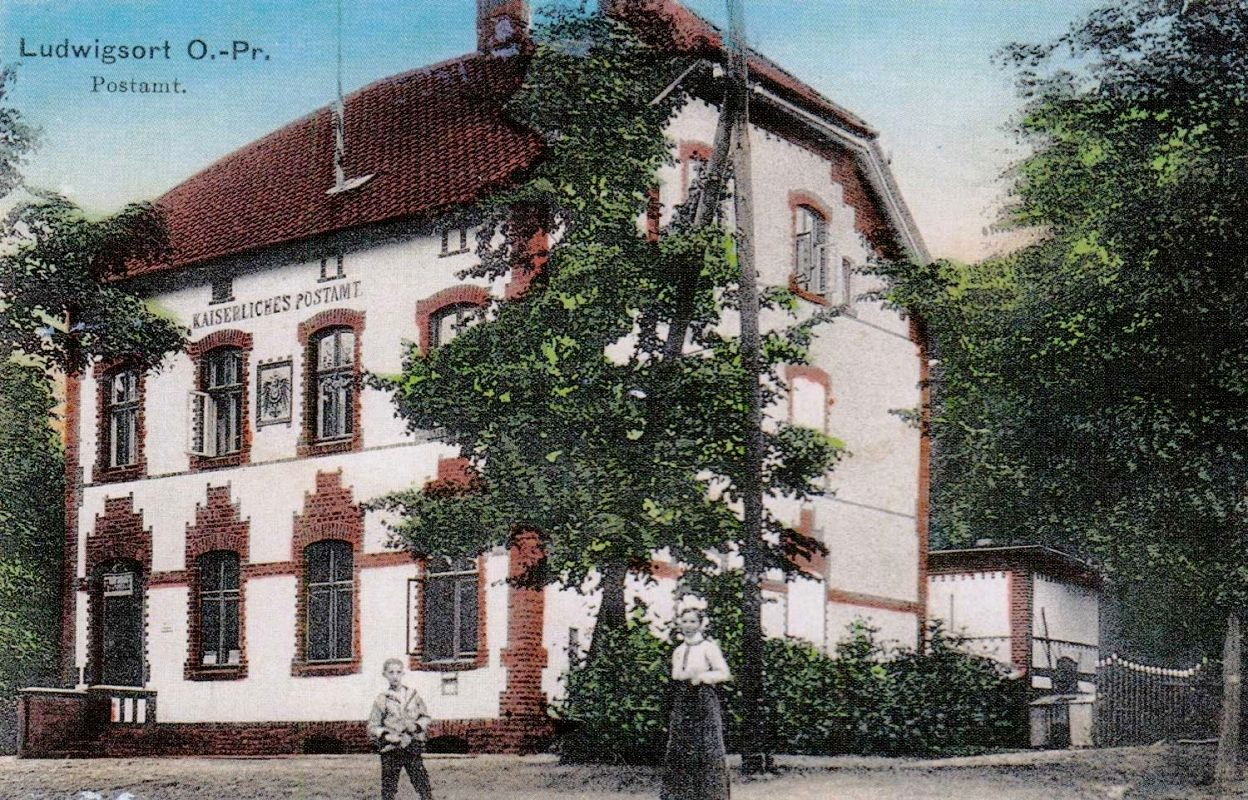
Bývalá německá pošta
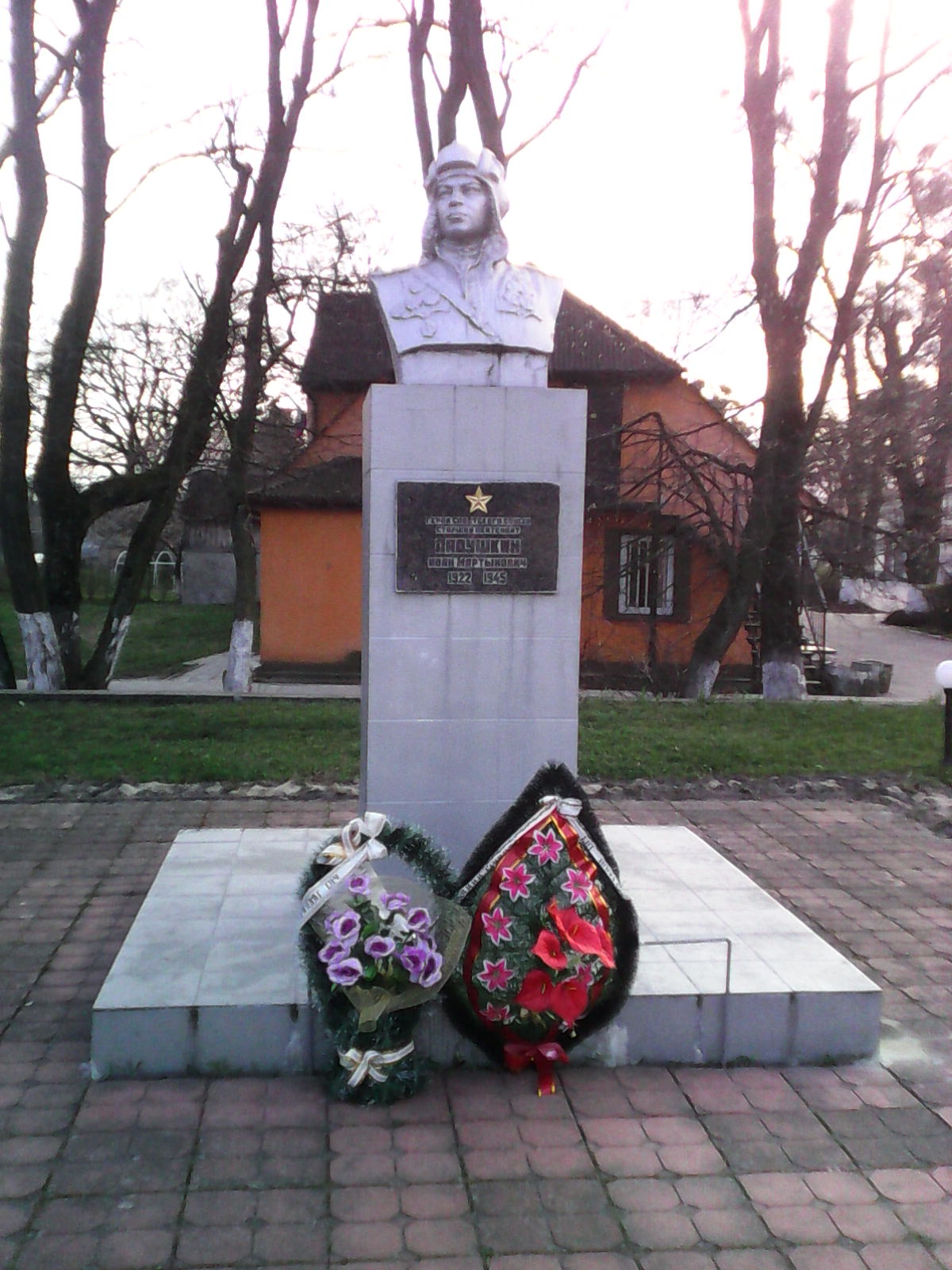
Památník poručíka Ivana Laduškina
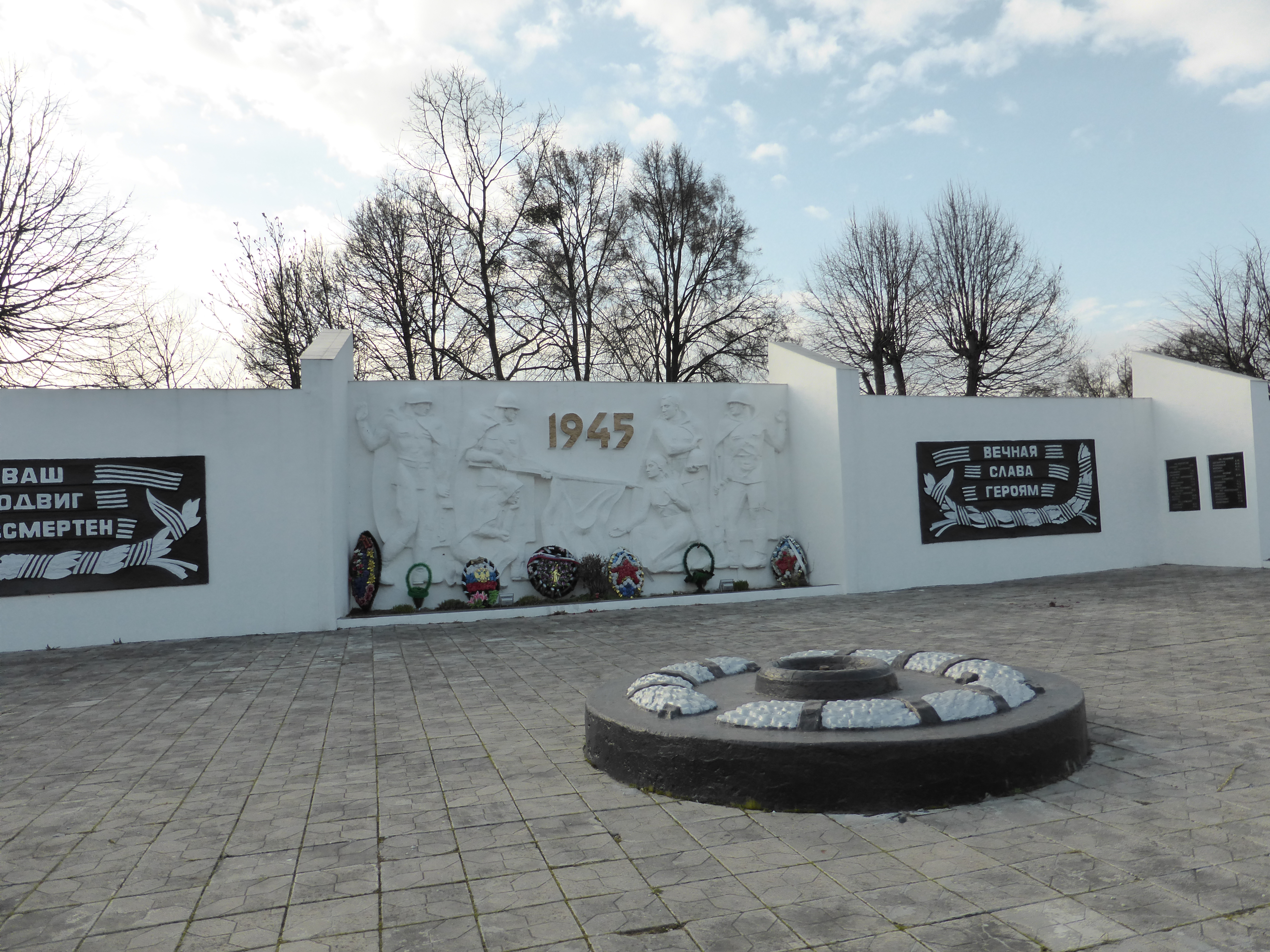
Památník vítězství
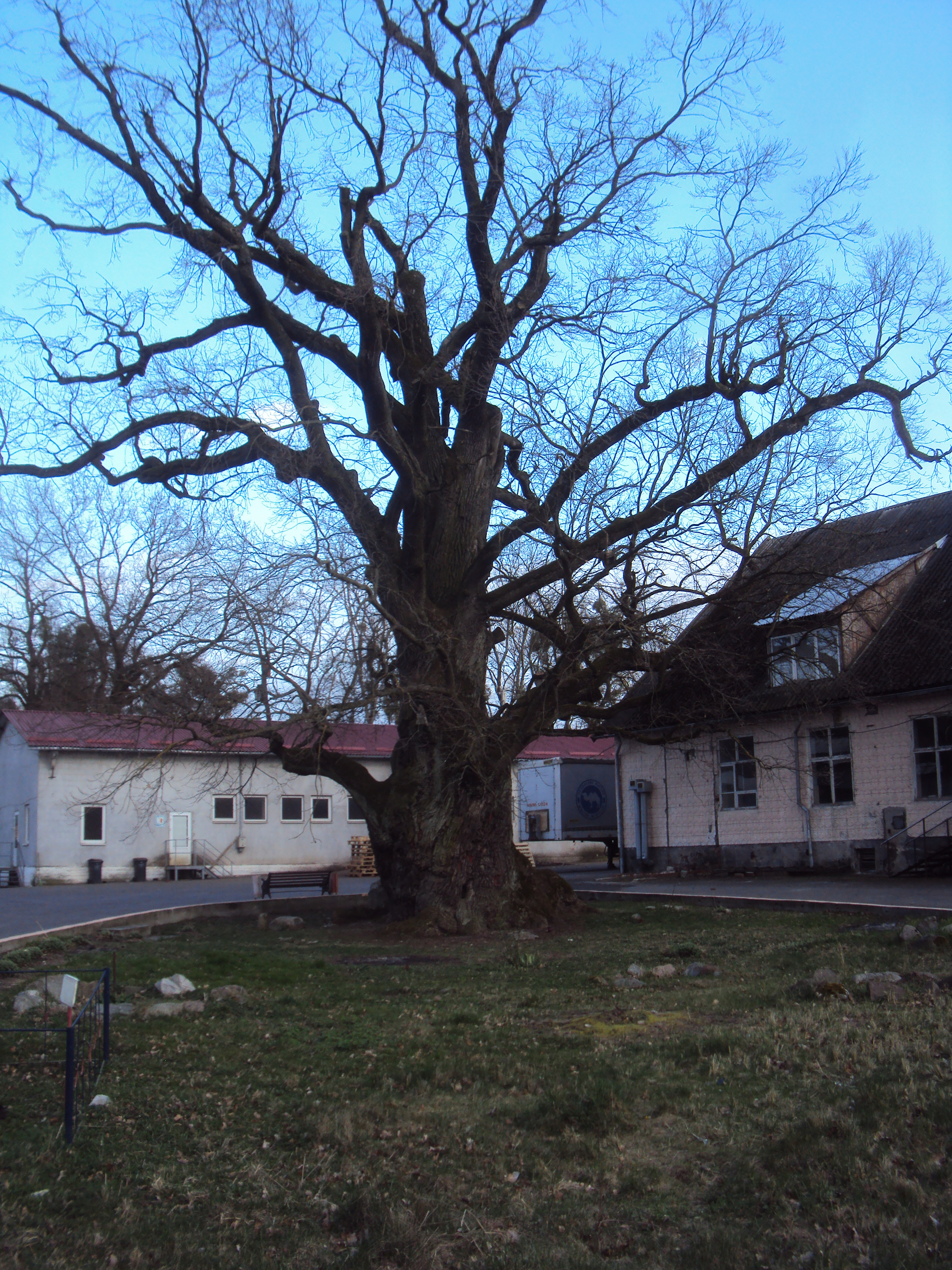
Osmisetletý dub, který je ve znaku města
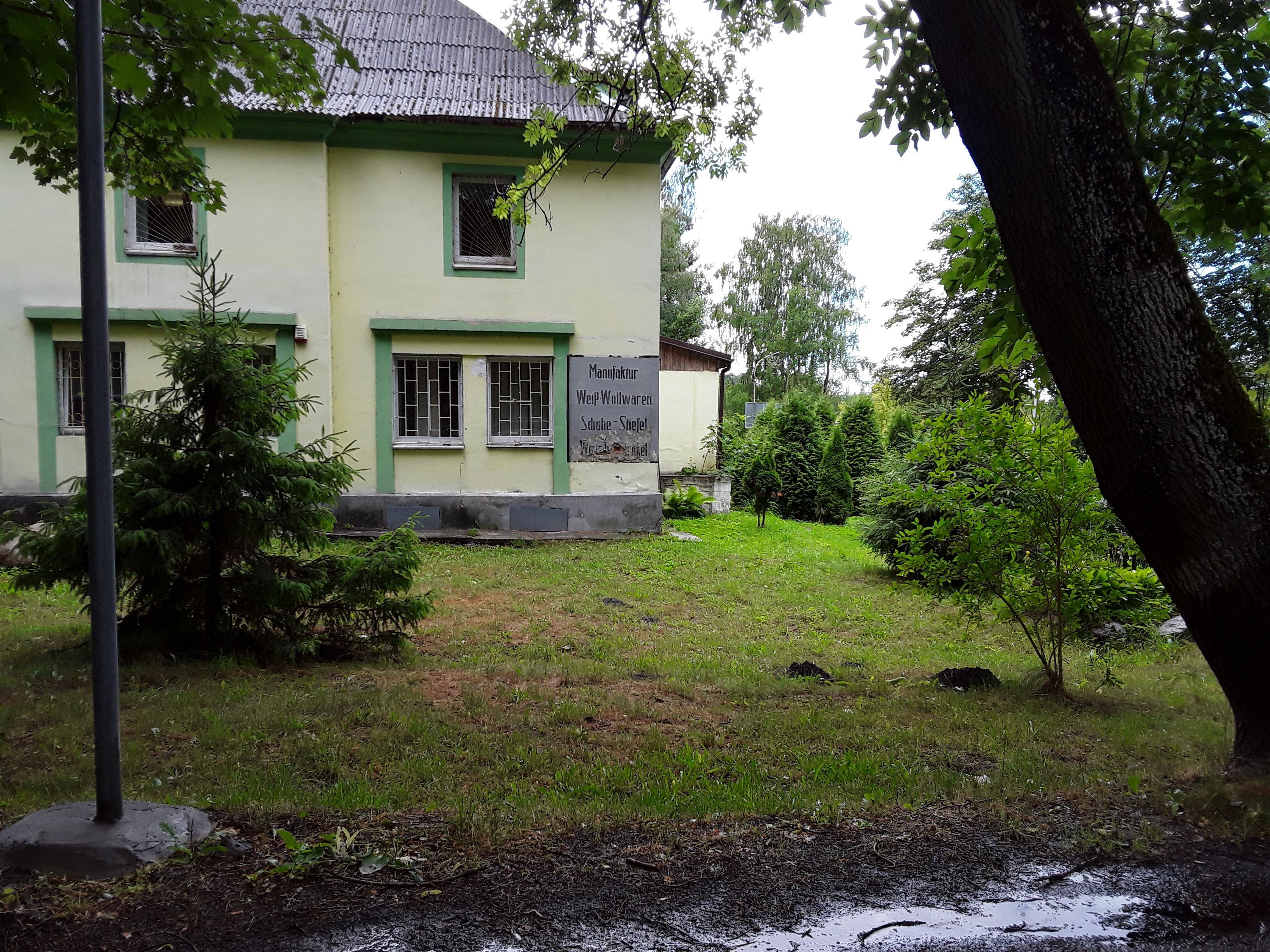
Bývalý obchod s dochovaným německým nápisem
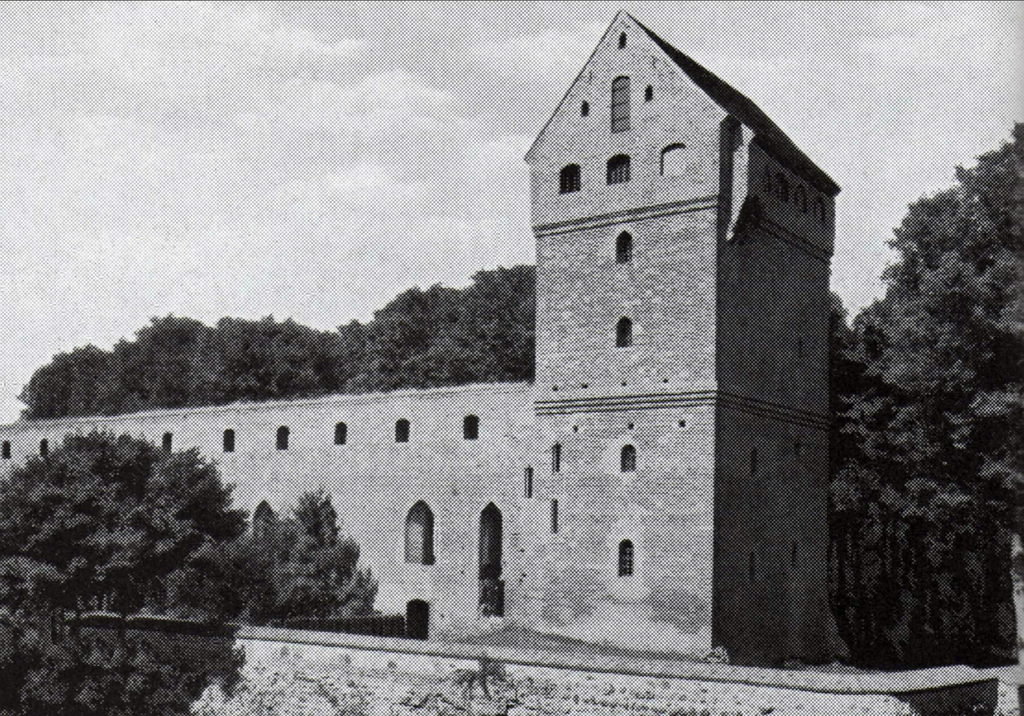
Hrad Balga okolo 1930
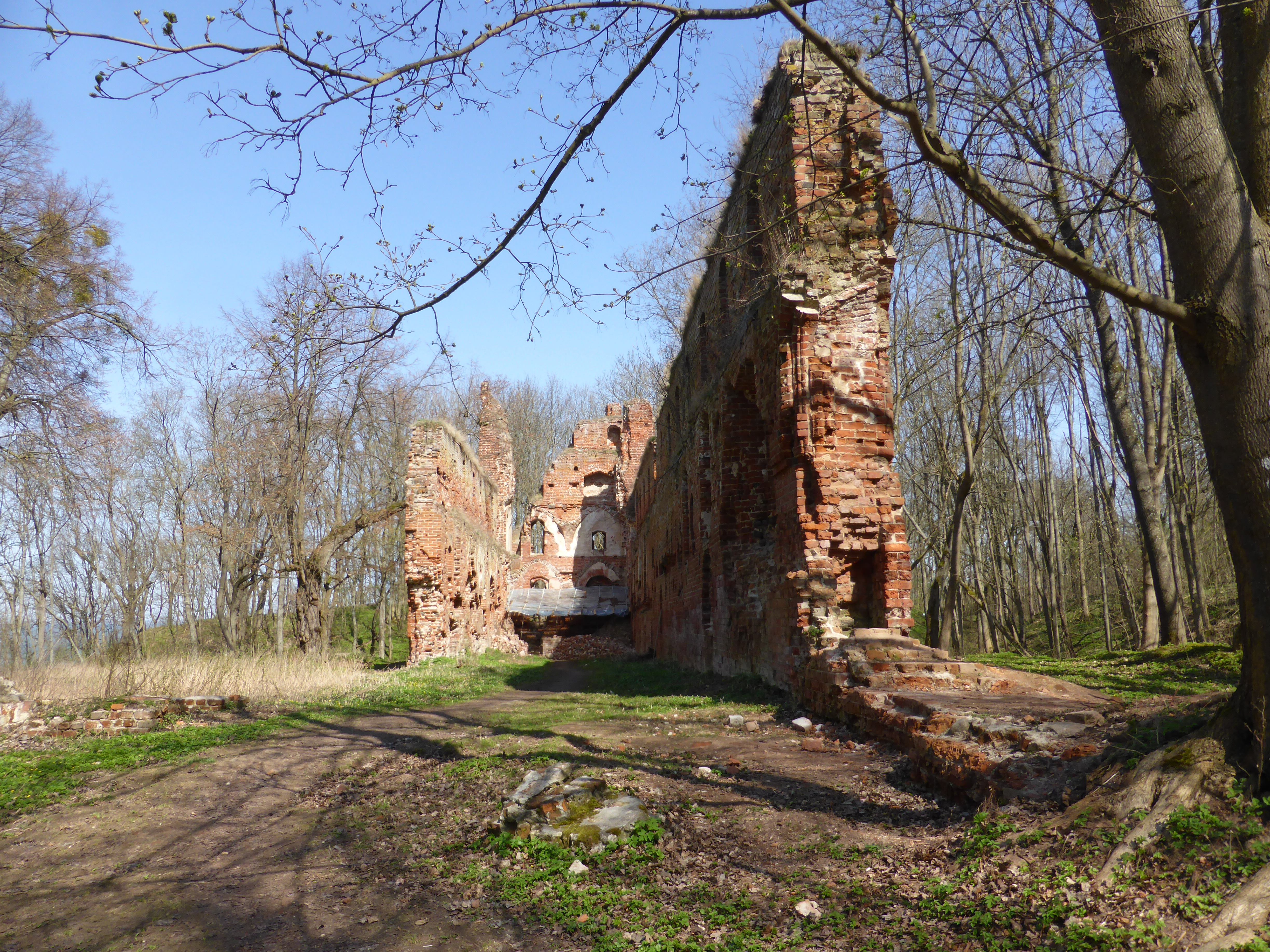
Hrad Balga v současnosti
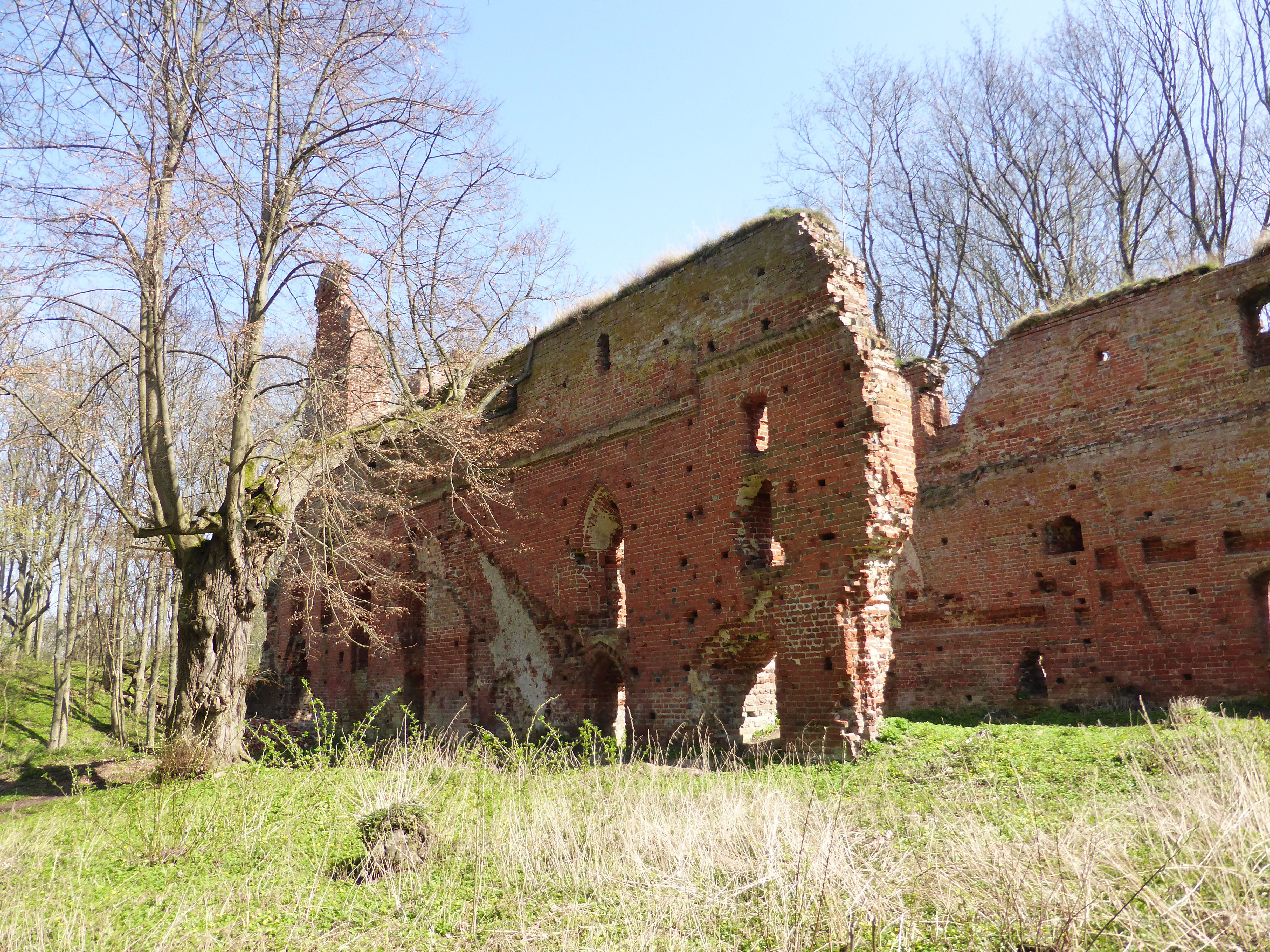
Hrad Balga v současnosti